# Bovaryné
A Bovaryné, alcíme: Vidéki erkölcsök Gustave Flaubert francia író regénye. Alapötletét egy újságcikk szolgáltatta. Első publikálása 1856-ban történt, folytatásokban. Egészben 1857-ben jelent meg. Flaubert-t a mű tartalmáért perbe fogták vallás- és erkölcsgyalázás vádjával.
Magyarra csak 1904-ben fordította le Ambrus Zoltán. Legismertebb, többször kiadott magyar átültetése Gyergyai Albert nevéhez fűződik, majd az ezerkilencszázkilencvenes években Pór Judit adaptálta újra magyarra.

## A regény
A Bovarynéban semmi sincs, ami igaz lenne: teljességgel kitalált történet: sem az érzelmeimből, sem az életemből nem tettem bele semmit. Éppen a személytelensége kelt illúziót (ha egyáltalán kelt). Egyik elvem ez: nem szabad magunkat megírni. A művésznek úgy kell jelen lennie a művében, ahogy Isten van jelen a teremtésben: láthatatlanul és mindenhatóan; érezni mindenütt érezzék, de látni sehol se lássák.
Bővelkedik részletező, realista leírásokban, melyek segítségével a fiktív elemek (a kitalált Tostes és Yonville mezővárosok) pontosan elhelyezhetők térben és időben. Hiteles környezetrajzot ad az 1830-40-es vidéki Franciaországról. Az elbeszélés szigorúan kronologikus, a múltat tárgyak hívják elő: egy menyasszonyi csokor, egy szivartárca. Meghatározó eleme az általános kiábrándultság és az emberi butaság. Míg a külvilág eseménytelenül telik, a cselekmény mozgalmasságát a szereplők (főként Emma) belső történéseinek ábrázolásával éri el az író. Állítása szerint célja az volt, hogy minél inkább sűrítve vesse papírra Charles és Emma életútját.
Marad magának a cselekménynek a törzsére legföljebb 120-160 lapom, ez a könyv inkább életrajz, mint következetesen végigvitt bonyodalom; úgy látom, maga az élet is valahogy ilyen: egy-egy esemény egyetlen percig tart és hónapokig várjuk! Szenvedélyeink olyanok, mint a vulkánok: állandóan morajlanak, de csak időközönként törnek ki.

## Szereplők
A regényben jellemzőek a beszélő nevek: 
Bovary (francia – bovin, boeuf) ökör; Justin (francia – juste) igaz; Lheureux (francia – heureux) boldog; Boulanger (francia) – pék; Homais (francia – homme, homéopathie) ember vagy homeopátia.
- Emma Bovary: a regény címszereplője (Charles anyja és első felesége szintén Madame Bovary néven jelenik meg). Férjéhez nem szerelemből, inkább kíváncsiságból ment hozzá, hogy megszabaduljon a családi ház unalmától. Titkos viszonyaiban sem lel kielégülést. Vergődik álmai és a kisszerű környezet között, mindig valami regényes eseményre vár, hasonlóra az olvasmányemlékeihez. A zárdában Chateaubriand-, Walter Scott-, Lamartine-műveket, házasélete válságaiban egyszer mélyen vallásos írásokat, majd ateista propagandát és erotikus regényeket forgat. Emma romantikus fantáziáit következesen meghiúsítja a gyakorlati élet. Flaubert arra használja ezt az egymás mellé helyezést, hogy mérlegelje mindkét témát. Emma szeszélyessé és nevetségessé válik a mindennapos valóság érdes fényében.
- Charles Bovary: Emma férje, nagyon egyszerű és hétköznapi férfi. Kisvárosi orvos, de ahogy minden másban, itt sem túl sikeres. A tanulmányait annak idején elhanyagolta, orvosi vizsgáit nem tette le, így nem mer kockáztatni, csak ártalmatlan gyógyszereket ír fel a betegeinek. Első felesége a ronda és öreg Héloïse, akit az anyja szerzett neki. Emmáért rajong, de nem érti meg. Unalmas társalgó és hiányzik belőle minden romantika. A felesége halála után a magáévá teszi az asszony nagyzoló allűrjeit: hármas koporsóba temetteti stb. Charles sosem gyanakodott, hogy a felesége megcsalja őt. Mikor neje halálát követően felfedezi a levelezését, összeomlik.
- Homais úr: a yonville-i patikus, materialista gondolkodású nyárspolgár. A korszak fanatikus természettudományosságának paródiája. Egy alkalommal meggyőzi Charles-t, hogy hajtson végre egy dongalábműtétet, amivel elismerést vívhatna ki. Az operáció katasztrofálisan végződött. Míg Bovaryék tönkremennek, addig Homais karrierje látványosan ível felfelé, bár semmivel sem tehetségesebb, vagy értelmesebb mint Charles.
- Justin: Homais patikussegédje. Titokban reménytelenül szerelmes Emmába, aki nem veszi észre, hogy a sokat áhított őszinte szív ott van tőle egy karnyújtásnyira.
- Léon Dupuis: Emma második szeretője. Már akkor megismerkednek, amikor a Bovary család Yonville-be költözik, kölcsönös vonzalmuk plátói marad. Emma első viszonya után, érzelmileg kimerülten Rouenba utazik egy előadásra férje kíséretében, itt találnak újra egymásra Léonnal. Az asszony vele igyekszik másként bánni, Rodolphe esetéből okulva. Bár kapcsolatuk kezdetben szenvedélyes, a fiatalember egy idő után belefárad Emma romantika iránti kielégíthetetlen igényeibe. Mikor Emma Lheureux-nak hála pénzzavarba kerül, megpróbálja rávenni a fiút, hogy sikkasszon. Léon ekkor szedi össze magát annyira, hogy kapcsolatuk történetében először nemet tudjon mondani neki.
- Rodolphe Boulanger: Emma első szeretője, akivel valóban félrelép. „Rastignac vidéki énje.”[3] Ahogy Emma egyre odaadóbb lesz, Rodolphe lassan minden érdeklődését elveszíti iránta és végül szakít vele. Emma elájul, amikor elolvassa a gyümölcsöskosárba rejtett utolsó levelét.
- Lheureux: Divatáru-kereskedő. Emmát az asszonynak a luxuscikkek iránti vágyával fogja meg, és a váltók bonyolult átütemezéseivel végül kiforgatja a vagyonából. Emma a sorozatos csalódások után az öngyilkosság mellett dönt.

## Magyarul
- Bovaryné; ford., bev. Ambrus Zoltán; Révai, Budapest, 1904 (Klasszikus regénytár)
- Madame Bovary. Vidéki erkölcsök; ford. Hajó Sándor; Est Lapok, Budapest, 1935 (Filléres klasszikus regények)
- Bovaryné. Regény; ford. Benamy Sándor; Epocha, Budapest, 1943
- Bovaryné; Ambrus Zoltán nyomán ford., jegyz. Gyergyai Albert; Európa, Budapest, 1958 (A világirodalom klasszikusai)
- Bovaryné; ford. Pór Judit; Európa, Budapest, 1993 (Európa klasszikus regények)

## Adaptációk
Számos alkalommal megfilmesítették, kezdve Jean Renoir 1933-as változatával. Televíziós minisorozatoknak szintén a témája lett. A leghíresebb feldolgozása 1949-ben készült Vincente Minnelli rendezésében, a főszerepeket Jennifer Jones, James Mason, Van Heflin és Louis Jourdan játszották. A zenéért Rózsa Miklós felelt, aki az 1959-es Ben-Hur filmzenéjét alkotta.
- Unholy Love (1932) rendező: Albert Ray, szereplők: H.B. Warner, Lila Lee, Beryl Mercer
- Madame Bovary (1934) rendező: Jean Renoir, szereplők: Max Dearly, Valentine Tessier, Pierre Renoir
- Madame Bovary (1937) rendező: Gerhard Lamprecht, szereplők: Pola Negri, Aribert Wäscher, Ferdinand Marian
- Madame Bovary (1947) rendező: Carlos Schlieper, szereplők: Mecha Ortiz, Roberto Escalada, Enrique Diosdado
- Madame Bovary (1949) rendező: Vincente Minnelli, szereplők: Jennifer Jones, James Mason, Van Heflin
- Madame Bovary (1964, sorozat) szereplők: Nyree Dawn Porter, Anne Castaldini, Gerald Cross
- Madame Bovary (1968) rendező: Hans-Dieter Schwarze, szereplők: Elfriede Irrall, Günter Strack, Dietmar Schönherr
- Die nackte Bovary (1969) rendező: Hans Schott-Schöbinger, szereplők: Edwige Fenech, Gerhard Riedmann, Franco Ressel
- Madame Bovary (1974, tévéfilm) rendező: Pierre Cardinal, szereplők: Nicole Courcel, Jean Bouise, André Dussollier
- Madame Bovary (1975, sorozat) szereplők: Francesca Annis, Tom Conti, Gabrielle Lloyd
- Madame Bovary (1978, sorozat) szereplők: Carla Gravina, Paolo Bonacelli, Renato Mori
- Bovaryné (Madame Bovary, 1991) rendező: Claude Chabrol, szereplők: Isabelle Huppert, Jean-François Balmer, Christophe Malavoy
- Bovaryné (Madame Bovary, 2000) rendező: Tim Fywell, szereplők: Frances O’Connor, Hugh Bonneville, Eileen Atkins
- Madame Bovary (2014) rendező: Sophie Barthes, szereplők: Mia Wasikowska, Henry Lloyd-Hughes, Ezra Miller
- Bovary (2021) rendező: Jaco Van Dormael, szereplők: Maaike Neuville, Koen De Sutter

## Érdekességek
- Az 1.2. fejezetben fejezetben Emma szemeit így írják le: „bár barnák voltak, de feketének tűntek”; míg az 1.5. fejezetben feketében játszó sötétkéknek említik.
- Az első mondatban többes szám első személyű, vélhetőleg diáktárs az elbeszélő, aki néhány oldal után kisétál a szövegből, és miután vége a tanítási napnak, eltűnik. Charles gyermekkorát már egy omniszciens (mindentudó), alig érzékelhető elbeszélő mondja el.